# Saint-Rémy-de-Provence
Saint-Rémy-de-Provence é uma comuna francesa na região administrativa da Provença-Alpes-Costa Azul, no departamento de Bouches-du-Rhône. Estende-se por uma área de 89,09 km². Em 2010 a comuna tinha 10 042 habitantes (densidade: 112,7 hab./km²).

## Curiosidades
- Saint-Rémy-de-Provence foi o lugar de nascimento de Nostradamus, autor de profecias do século XVI;
- Vincent van Gogh foi tratado aqui em um centro psiquiátrico no mosteiro de Saint-Paul de Mausole, entre 1889 e 1890;
- A princesa Caroline de Mônaco e seus filhos viveram em Saint-Rémy por vários anos, depois da morte de seu segundo marido;

## Galeria

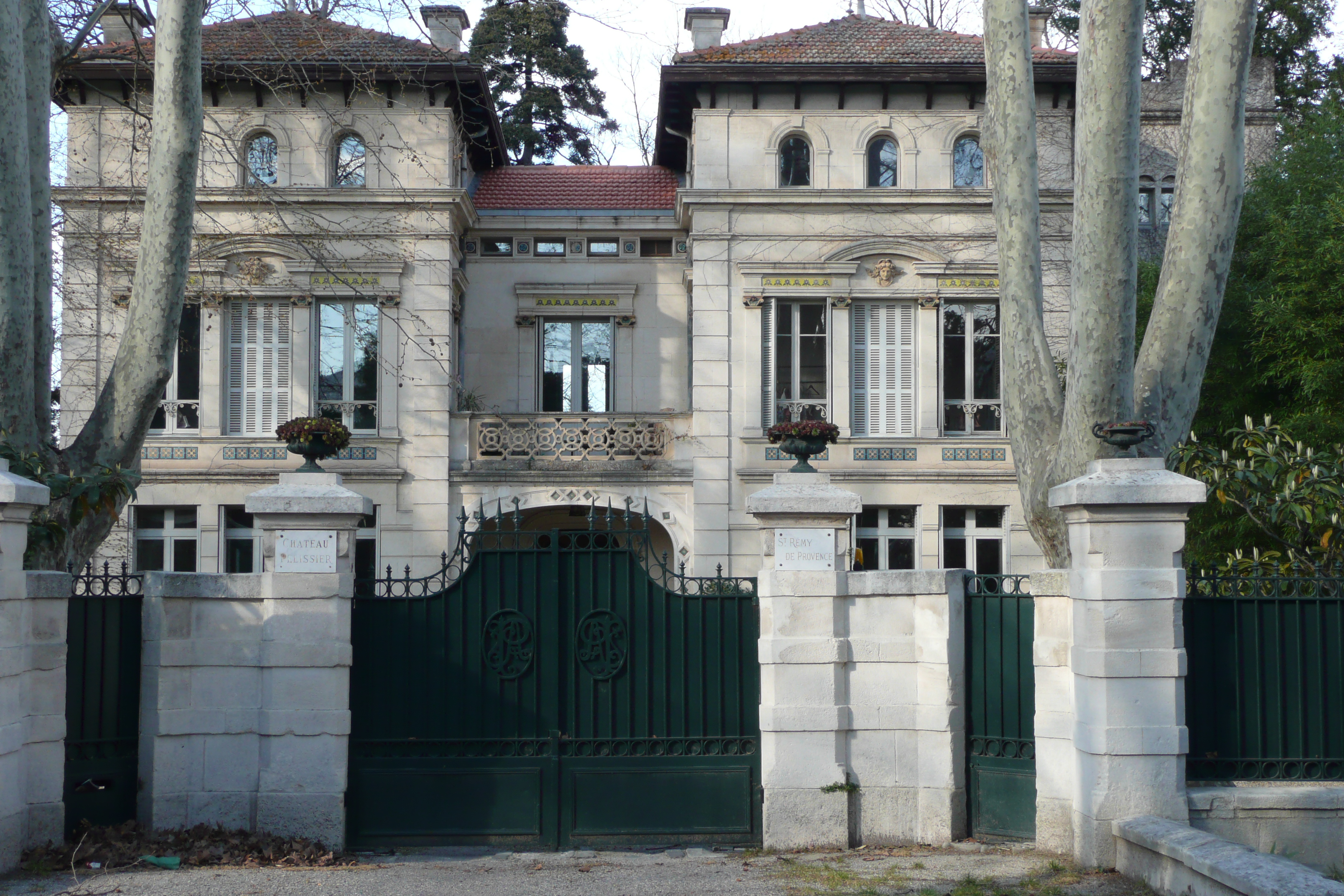
Château Pélissier
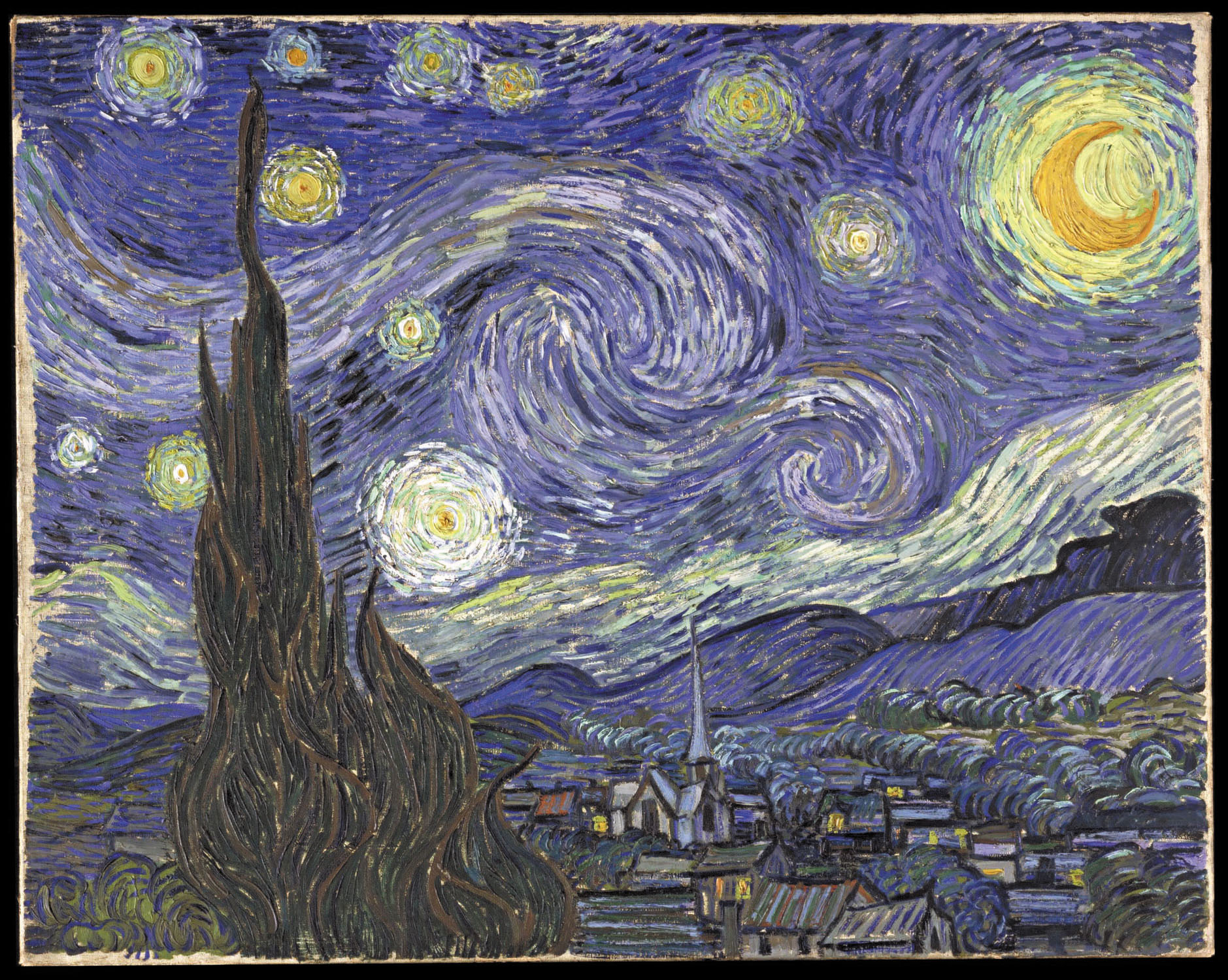
A Noite Estrelada, de Van Gogh, foi pintada em Saint-Rémy
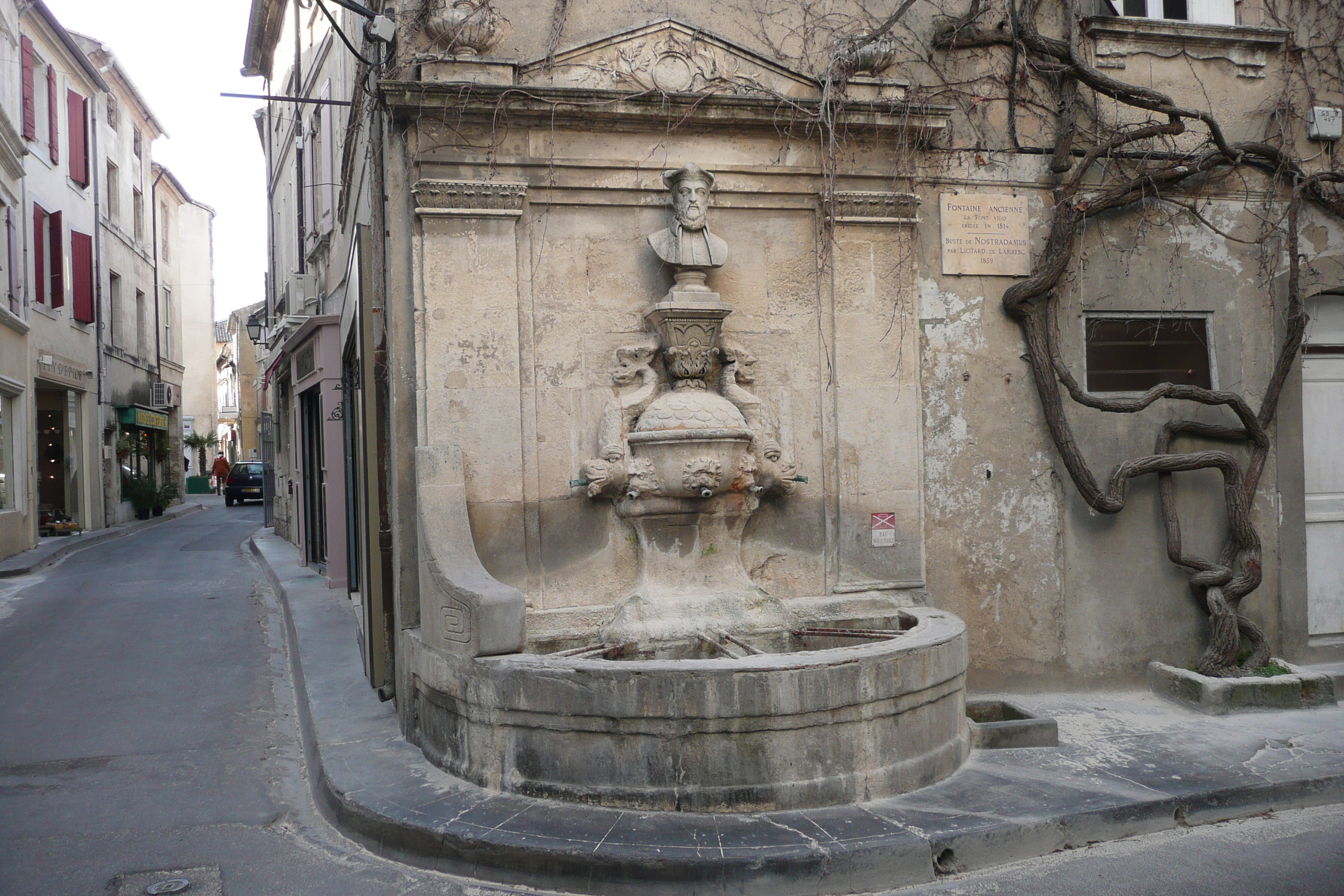
Fonte de Saint-Rémy
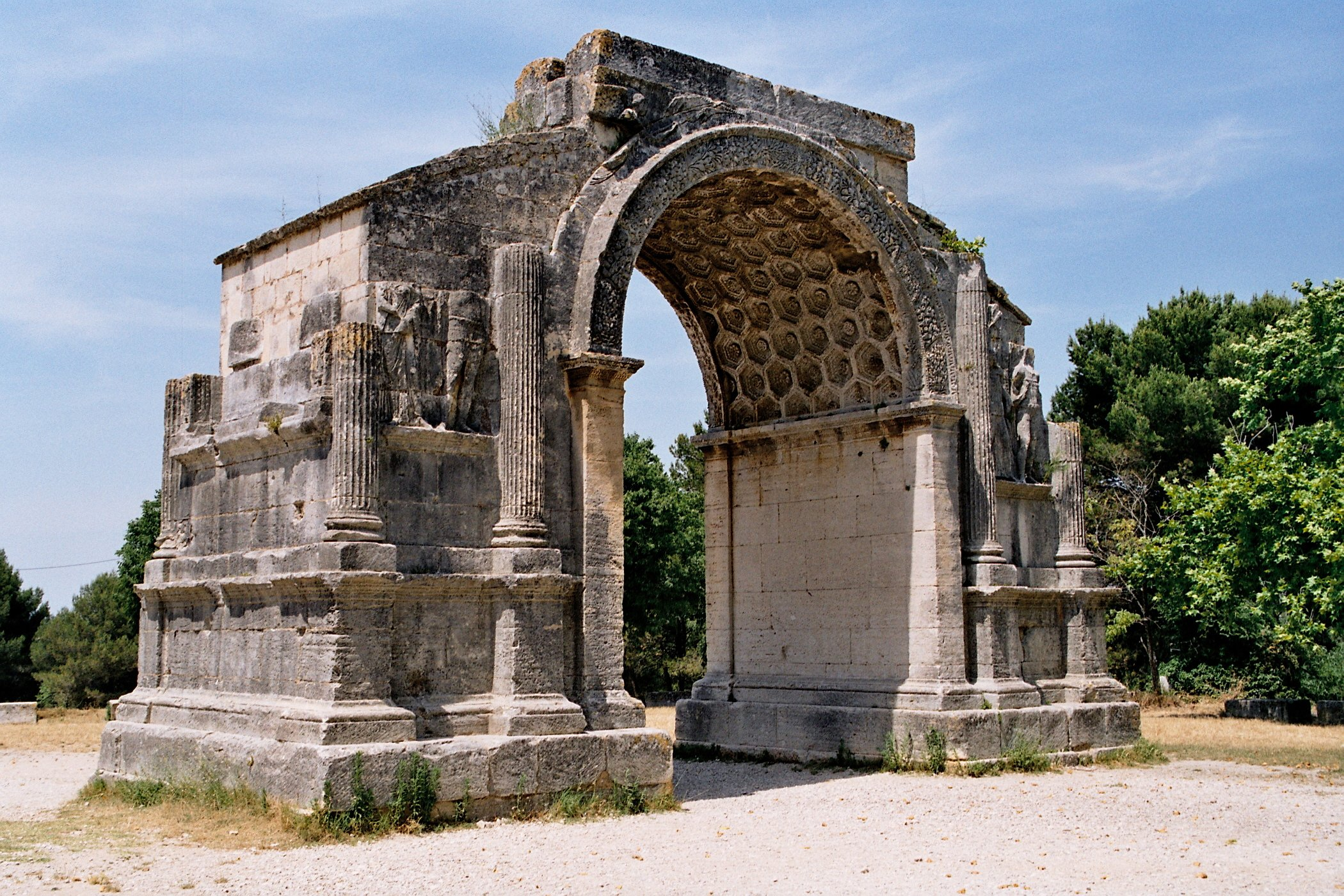
Arco do triunfo de Glanum
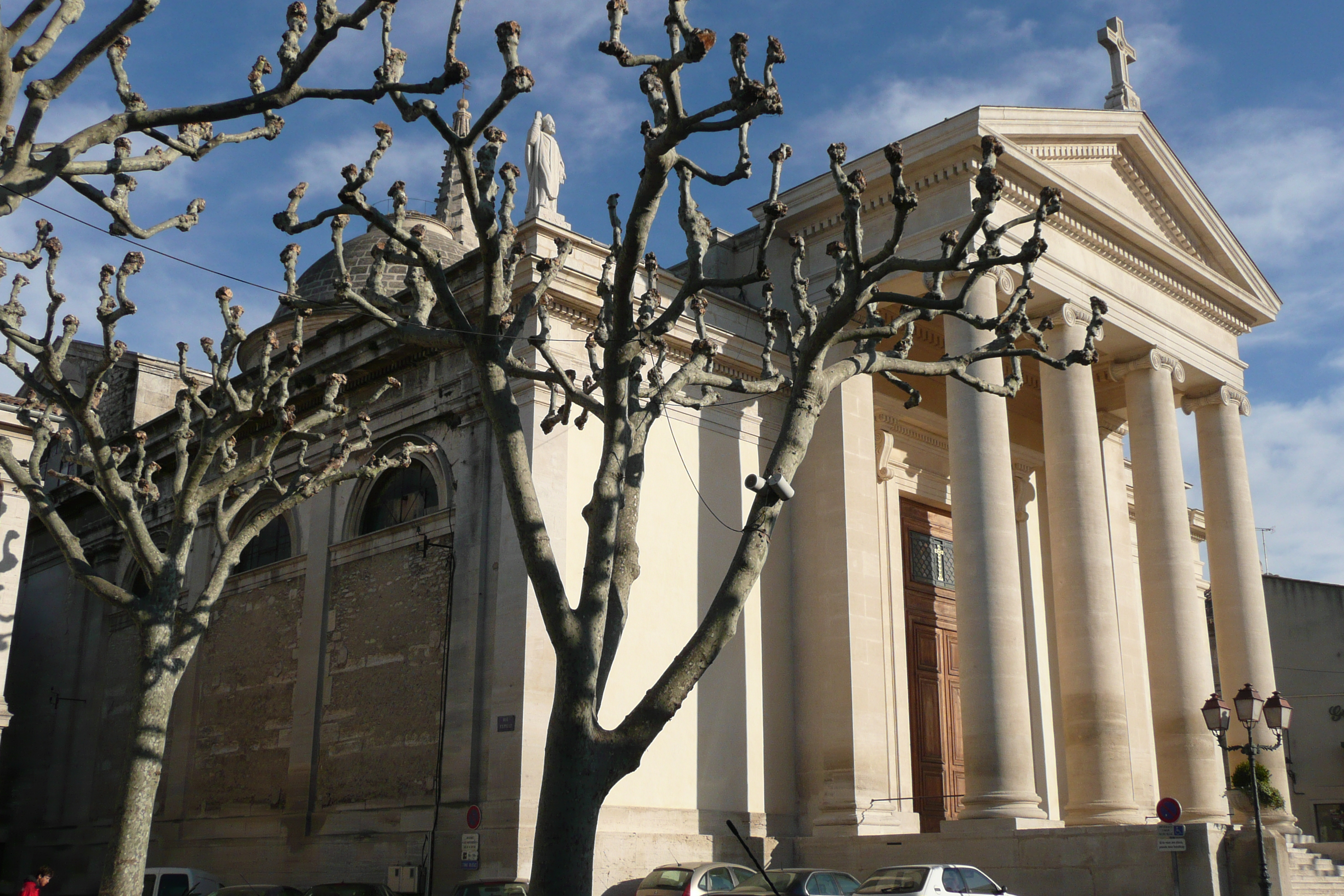
Igreja de Saint-Rémy
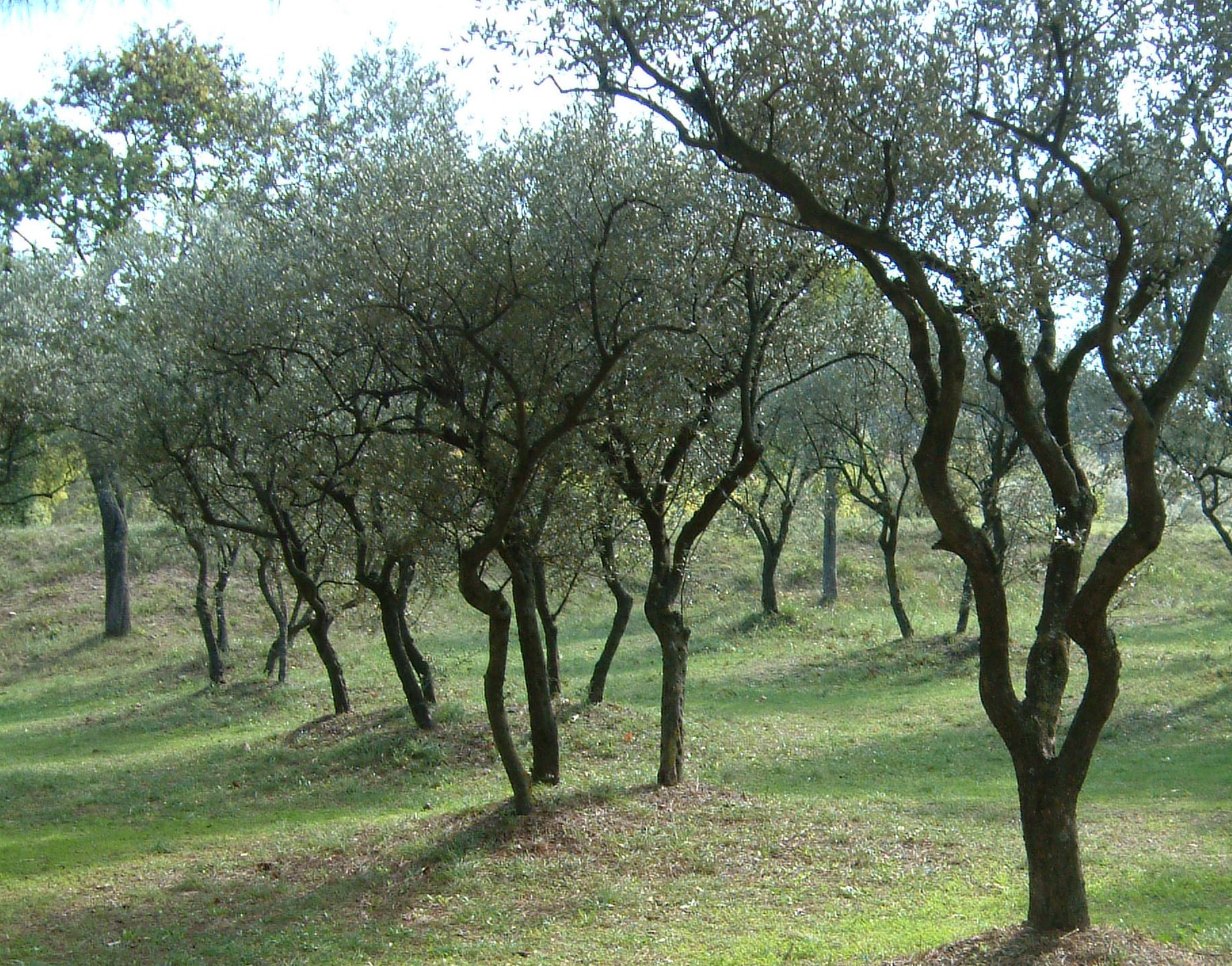
Oliveiras de Saint-Rémy
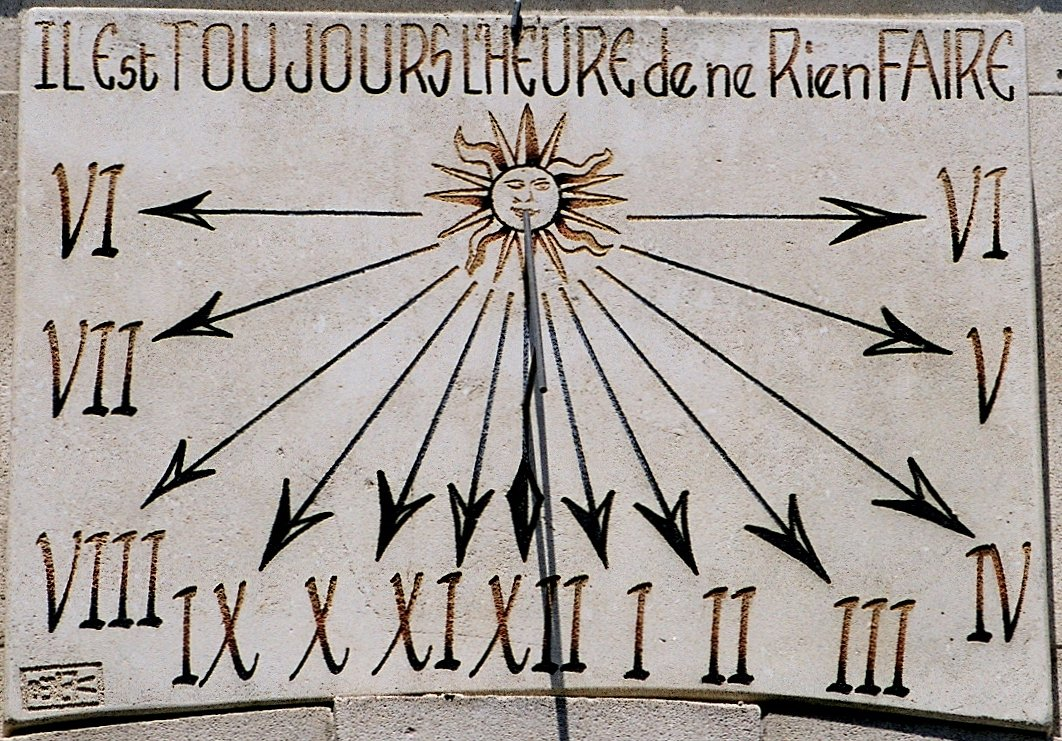
Relógio de sol
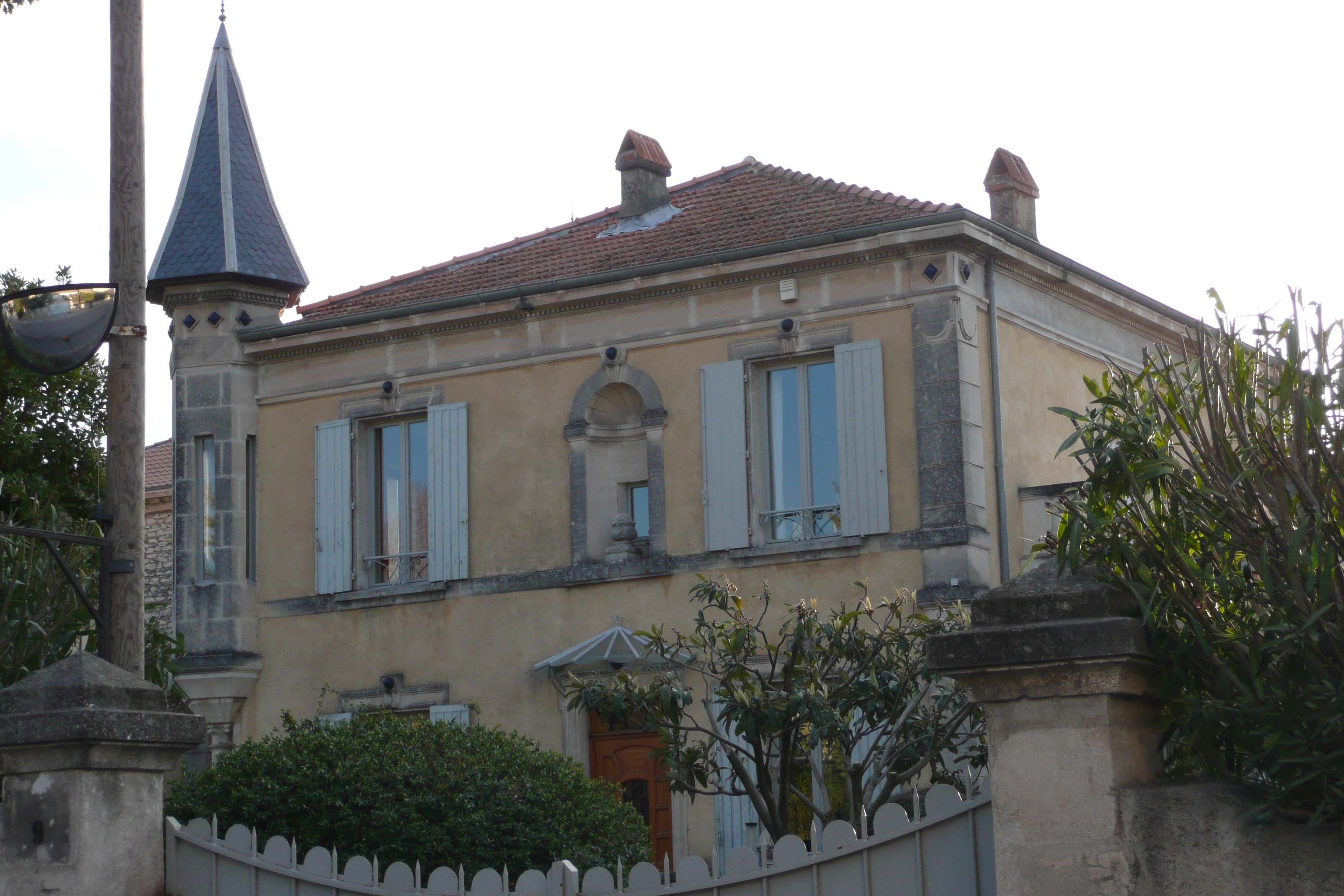
Mansão